# Ороктой
Орокто́й — село в Чемальском муниципальном районе Республики Алтай России, входит в Куюсское сельское поселение.

## География
Село расположено в долине реки Ороктой (левый приток Катуни), к югу от Горно-Алтайска.
Вблизи села расположено Ороктойское месторождение мрамора.

## Население
| 2010 | 2011 | 2012 | 2013 | 2014 | 2015 | 2016 |
| ---- | ---- | ---- | ---- | ---- | ---- | ---- |
| 229  | →229 | ↘213 | →213 | ↘207 | ↘201 | ↘195 |